# Dodge Ram Van
Dodge B-Series — повнорозмірні фургони, що продаються під маркою Dodge бренду Chrysler Corporation (1971-1998), а пізніше DaimlerChrysler (1998-2003). Починаючи з 1981 року, B-Series продавався як Dodge Ram Van; пасажирський варіант був відомий як Dodge Ram Wagon і Plymouth Voyager.
DaimlerChrysler в 2003 році припинив виготовляти Ram Van і Ram Wagon після більш ніж 30 років виробництва схожі на пікапи та позашляховики Dodge B Series, замінивши їх на Dodge Sprinter.

## Перше покоління (1971-1978)

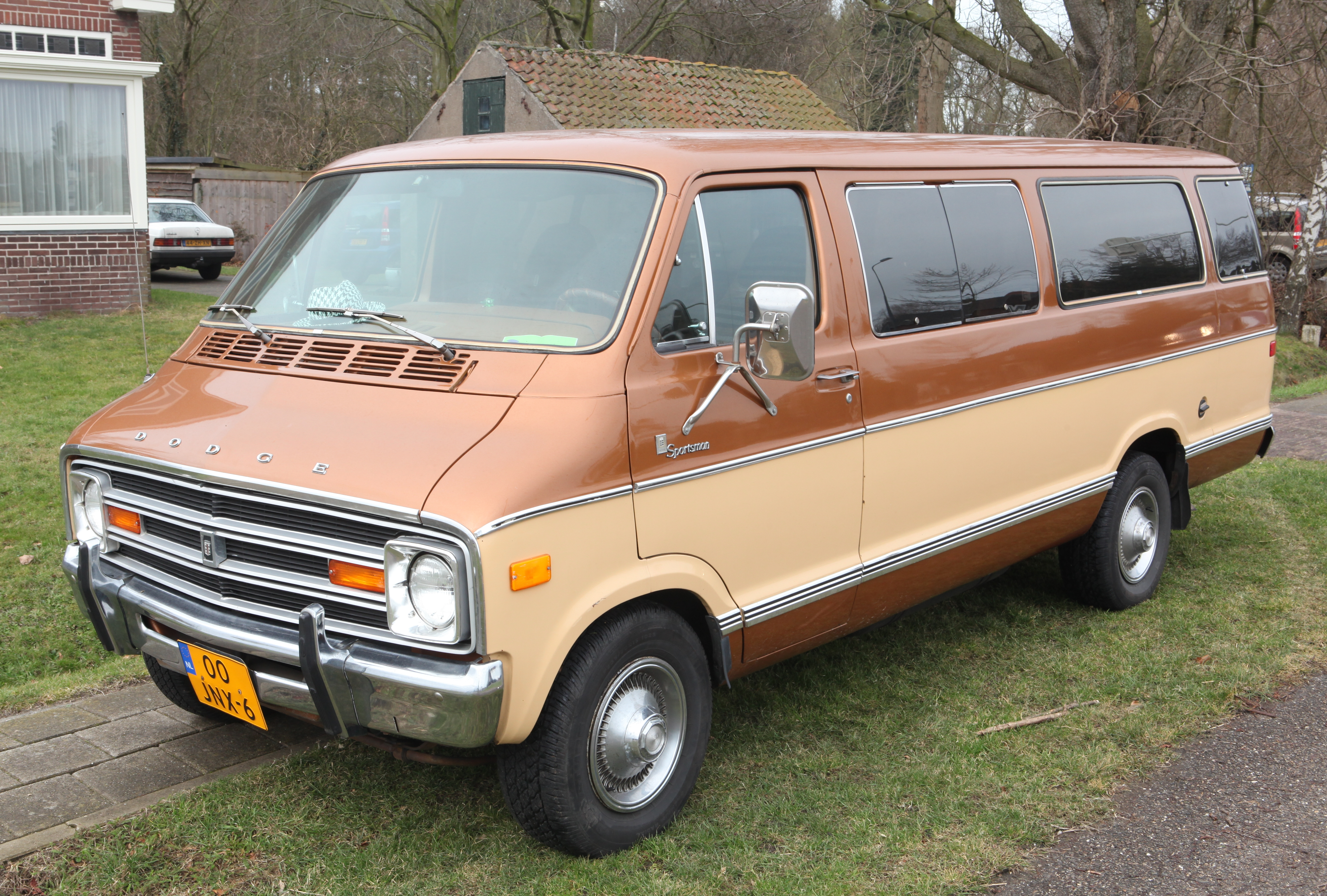
Dodge Sportsman (1971-1978)

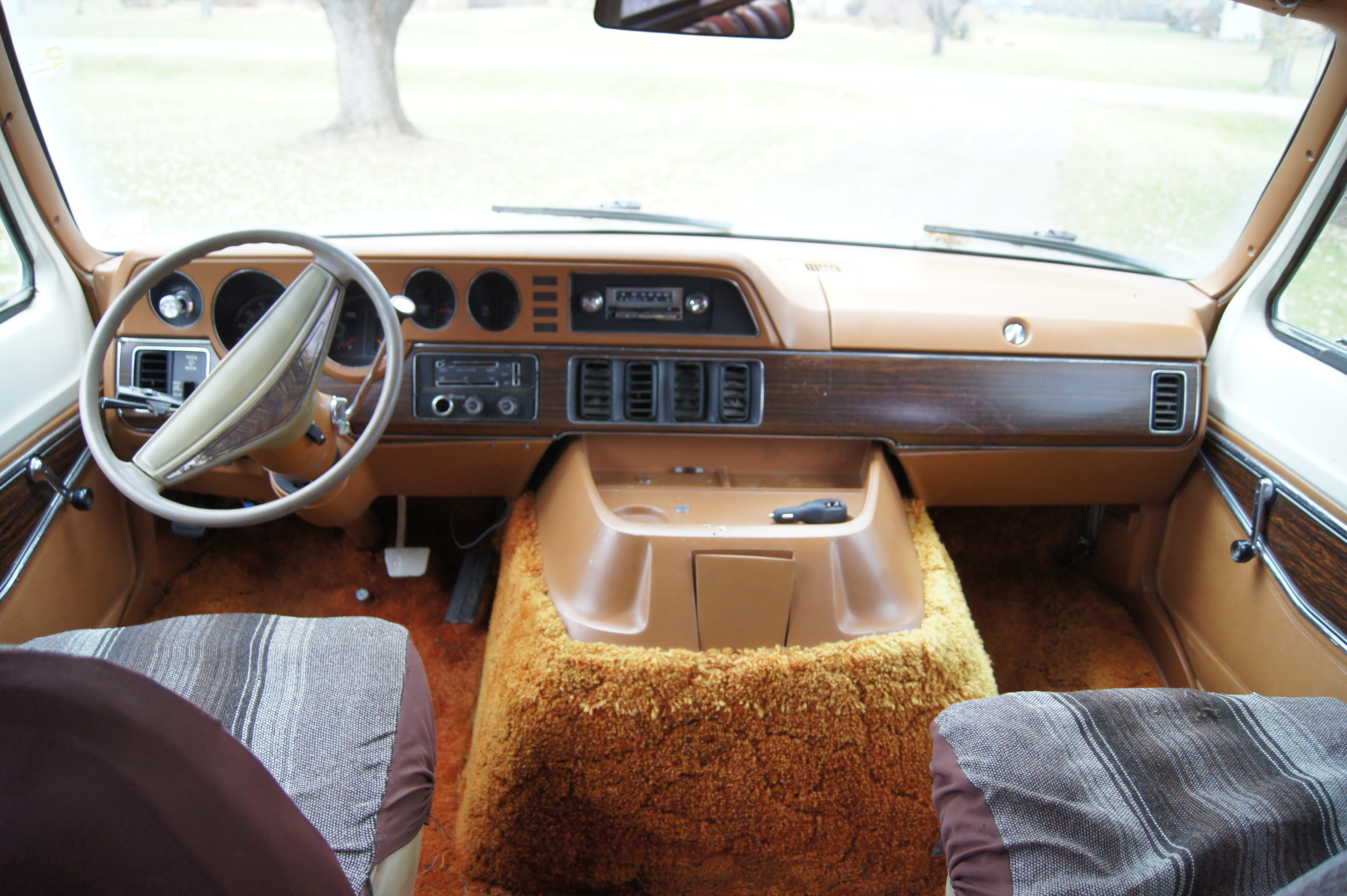

З 1971 по 1978 рік компанія Dodge випустила дві моделі фургона B-серії: вантажний фургон Dodge Tradesman і пасажирський фургон Dodge Sportsman. Так само як і пікап серії D (який зазнав редизайну в 1972 році), фургон продавався трьома серіями корисного навантаження: ½-тонни «100», ¾-тонни «200» і 1-тонни «300». Автомобіль лише на п’ять дюймів довший за попередника A100/A108, переміщення передньої осі вперед дозволило значно збільшити внутрішній простір.

### Двигуни
- 3.7 л І6
- 5.2 л LA V8
- 5.9 л LA V8
- 6.8 л B V8 190 к.с.
- 7.2 л RB V8 195 к.с.

## Друге покоління (1979-1996)

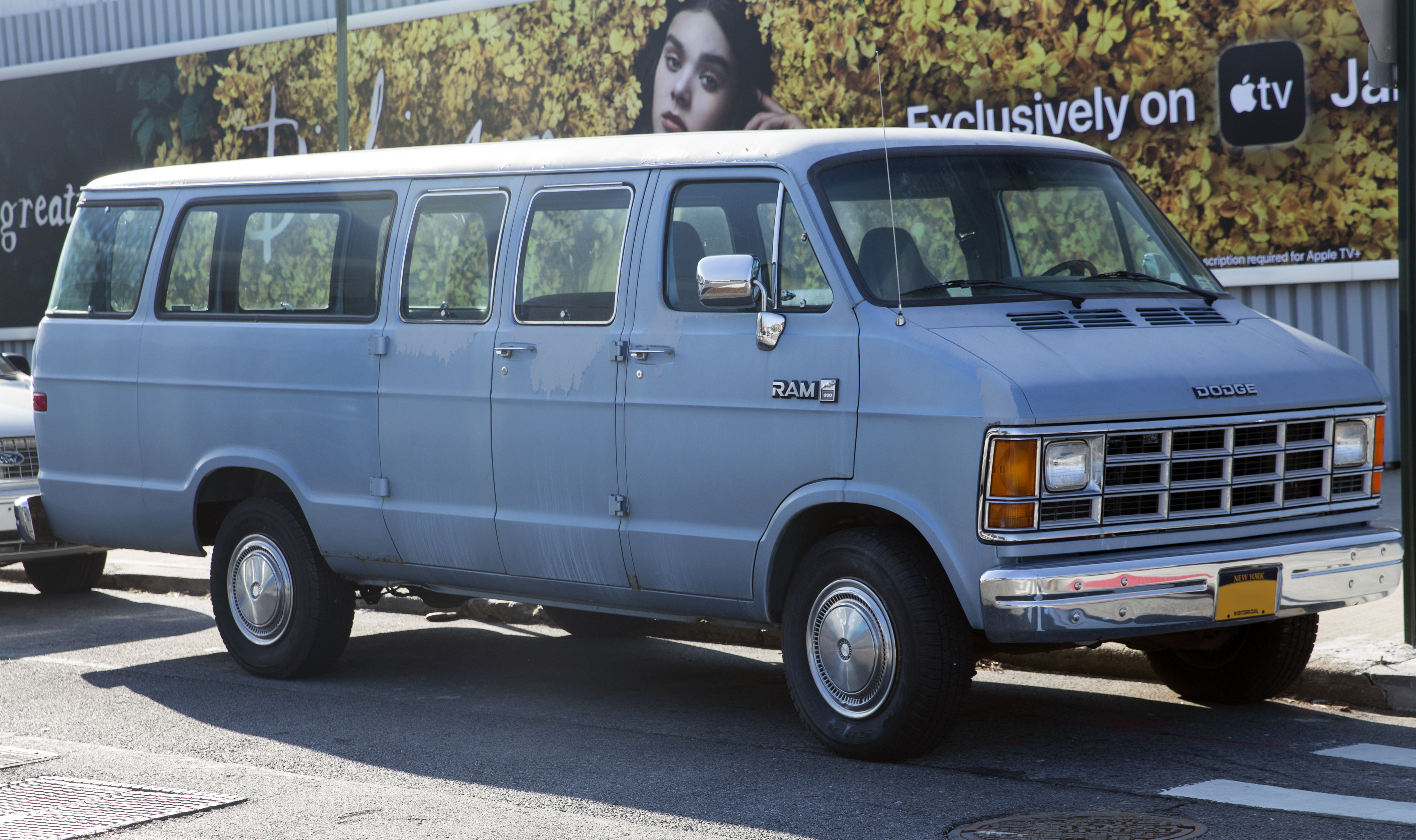
Dodge Ram Wagon 2 (1979-1993)

У 1979 році компанія Dodge завершила дворічний перехід на фургони B-серії другого покоління. Передня панель отримала піднятий капот; Фургони Sportsman з вищою комплектацією оснащені чотирма прямокутними фарами, тоді як версії з нижчою комплектацією та вантажні фургони Tradesman були оснащені подвійними круглими фарами. Вища решітка радіатора, що охоплює передні крила, була оформлена відповідно до пікапів Ram серії D. У зміні, яка виявилася б корисною для Chrysler, уряд перекласифікував пасажирський фургон Sportsman як вантажівку (замість легкового автомобіля), завдяки чому компанія краще відповідала вимогам CAFE. Маючи задню частину кузова, представлену в 1978 році, B-серія другого покоління перенесла більшу частину шасі фургонів першого покоління.
Після 1980 року виробництво припинилося на заводі Saint Louis North Assembly (переобладнаному для виробництва автомобілів Chrysler K), причому все виробництво згодом надходило з Pillette Road Truck Assembly.

### Двигуни
- 3.7 л I6 110 к.с. (79–88)
- 3.9 л V6 (88–96)
- 5.2 л V8 147 к.с. (79–96)
- 5.9 л V8 155 к.с. (79–96)

## Третє покоління (1994-2003)

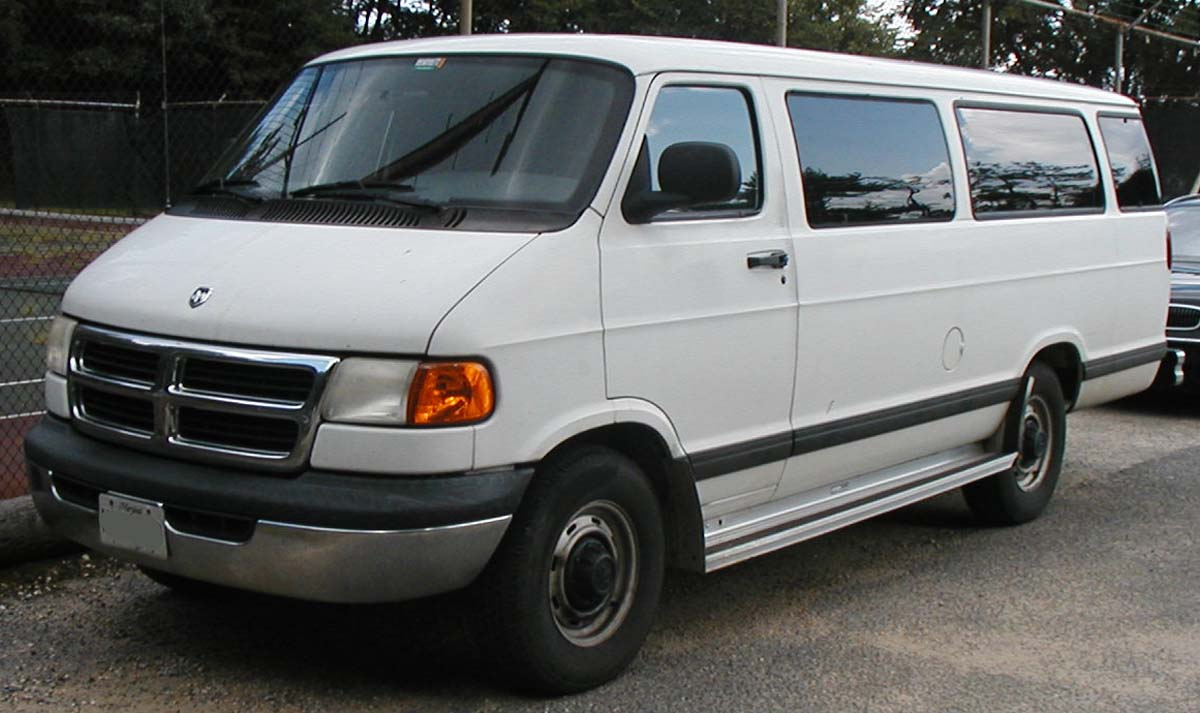
Dodge Ram Wagon 3 (1998-2003)

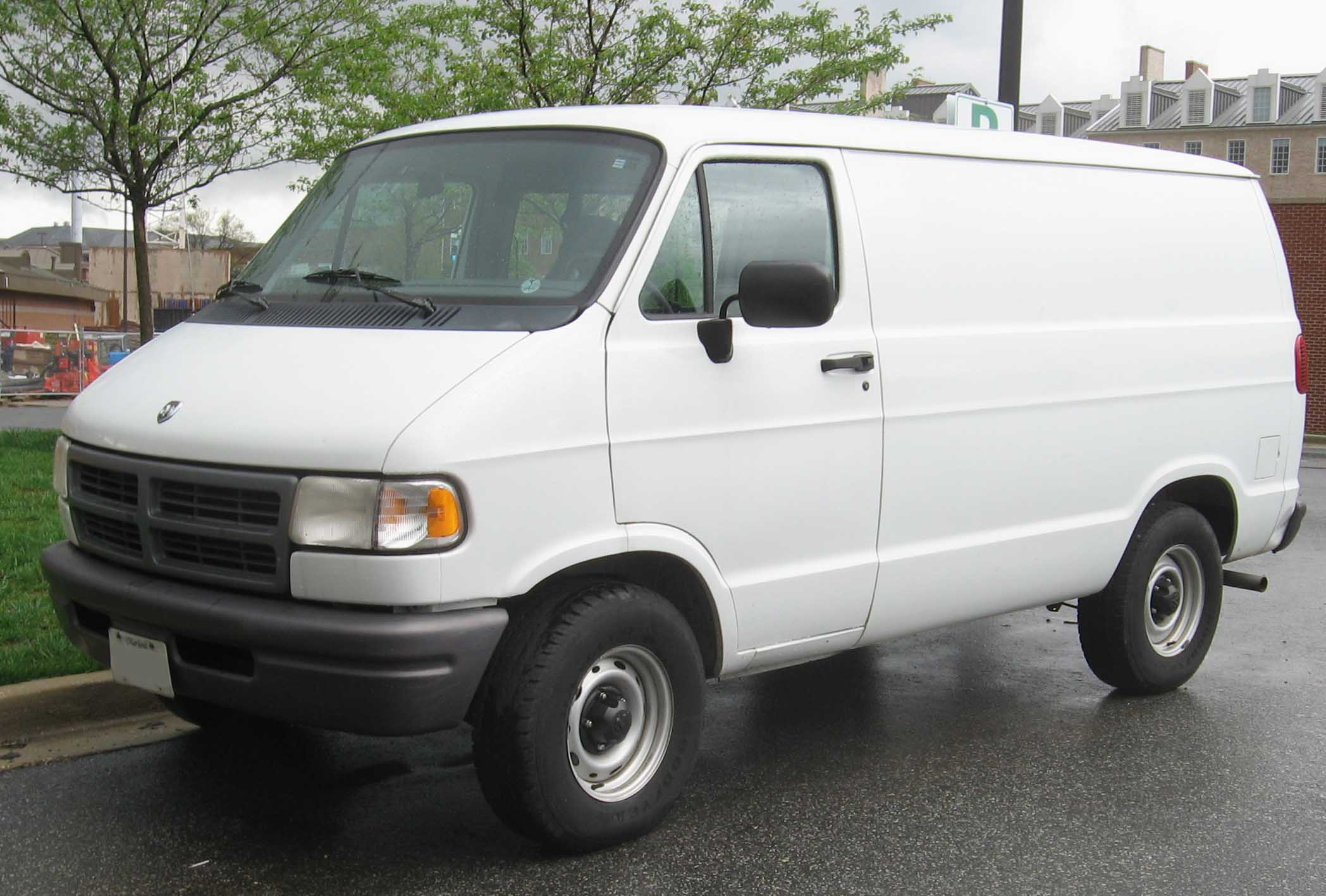
Dodge Ram Van 3 (1994-1997)

В 1994 році представили третє покоління моделі. Автомобіль отримав видовжений капот в стилі пікапа Dodge Ram. 
В 1998 році модель оновили, змінивши передню частину, та передні бокові двері, які позбулись кватирок та отримали змінені бокові дзеркала. В такому вигляді фургони продавались до 2003 року практично без змін.

### Двигуни
- 3.9 л Magnum V6 175 к.с.
- 5.2 л Magnum V8 230 к.с.
- 5.2 л Magnum V8 (CNG) 220 к.с.
- 5.9 л Magnum V8 250 к.с.